# Battaglia di Carrickfergus (1597)
La battaglia di Carrickfergus fu uno scontro che ebbe luogo nel novembre del 1597, nella provincia dell'Ulster in quella che attualmente è la contea di Antrim, nell'Irlanda del Nord, nel corso della guerra dei nove anni. Venne combattuta tra le forze della regina Elisabetta I ed il clan gaelico dei MacDonnell, col supporto militare di Hugh O'Neill, conte di Tyrone, che portò alla sconfitta degli inglesi.

## Antefatto
La parte nordorientale dell'Ulster fu sede di molti combattimenti nel corso del XVI secolo. Carrickfergus stessa era stata obbiettivo degli inglesi dagli anni '70 del Cinquecento, ma localmente gli irlandesi erano difesi dal clan dei MacDonnell, guidato dal capo locale, Sorley Boy.
Nel 1595 i signori irlandesi dell'Ulster insorsero in rivolta sotto la guida di Hugh O'Neill, dal momento che gli unici punti di forza dell'esercito della Corona inglese erano Carrickfergus e la piccola guarnigione presente presso il castello di Belfast. I MacDonnell adottarono una politica di attesa, senza commettere passi falsi rischiando di creare apertamente una ribellione al governo, ma facilitando nel contempo le armate di Tyrone tramite appoggi provenienti dalla Scozia, in particolare da Glasgow.
Nel 1597, il governatore inglese del castello di Carrickfergus, John Chichester, da poco nominato, aveva ottenuto un certo successo contrastando i Clandeboye O'Neills, e aveva negoziato col nipote di Sorley Boy, James MacSorley MacDonnell, dopo una serie di raids e contro-raid nella località. Senza che Chichester lo venisse a sapere, James MacSorley si era incontrato col conte di Tyrone il 1 novembre, incontro dove quest'ultimo gli aveva offerto la mano di sua figlia ed i rinforzi di 500 fanti e cavalieri irlandesi.

## La battaglia

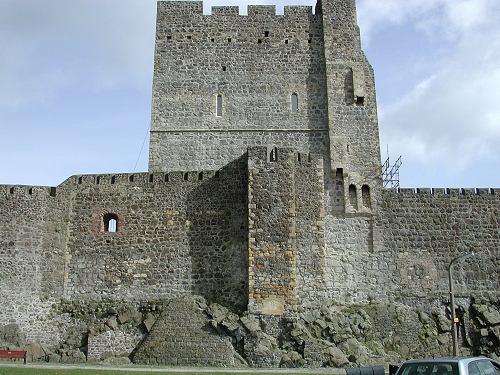
Il muro orientale e la prigione del castello di Carrickfergus

Il giorno prescelto MacDonnell avanzò verso il castello di Carrickfergus alla testa di 700 uomini. Il governatore locale, non volendo essere colto di sorpresa, non appena avvistati gli irlandesi, chiamò il grosso delle proprie truppe (cinque compagnie a piedi e una di cavalieri) e si portò a circa quattro miglia dalle mura del castello sino ad incontrare gli scozzesi e quindi si fermò con l'intento di procedere ad una discussione col nemico. Quando però le truppe furono fermate completamente, il governatore si rivolse al suo comandante, il capitano Merriman e gli disse: "Ora, capitano, cosa ne dite? Dobbiamo caricarli?" Merriman acconsentì col supporto anche del comandante dei cavalieri, Moses Hill.
L'ordine della carica venne dato, ma gli inglesi stentarono ad attaccare gli irlandesi e ben presto il governatore si ritrovò isolato con pochi uomini, che tentarono di difenderlo. MacDonnell fece cadere gli inglesi in una trappola: MacDonnell aveva nascosto 800 uomini della sua retroguardia (tra cui arcieri scozzesi, picchieri e spadoni irlandesi) e 500 fucilieri irlandesi. Con una contro-caria, scozzesi e irlandesi riuscirono a rompere la formazione nemica. Il governatore venne ferito ad una gamba ma tentò comunque di proseguire nello scontro sino a quando non venne colpito alla testa e rimase ucciso. Un altro ufficiale venne colpito alla testa e catturato, un altro si trovò appiedato dopo che il suo cavallo era stato mortalmente colpito, un altro ancora venne colpito alla spalla.
Le forze della Corona inglese uscirono spiazzate dal confronto e sebbene i rinforzi fossero usciti dal castello per impedire il massacro, gli inglesi ebbero la peggio con 180 morti e 30-40 feriti. Alcuni tentarono di salvarsi la vita nuotando nel Larne Lough, con o senza i loro cavalli, approdando sull'Isola di Magee. Dopo la battaglia James MacSorley fece tagliare la testa di Chichester, la pose in un barile e la inviò al conte di Tyrone a Dungannon.

## Conseguenze
La sconfitta degli inglesi fu dovuta solo in parte alla mancanza di polvere da sparo adeguata a fronteggiare lo scontro, ma l'inettitudine e la mancanza di strategia del governatore risultarono da subito lampanti, per quanto le forze messe in campo da ambo le parti fossero sostanzialmente le medesime.